# Fisktorget, Jönköping

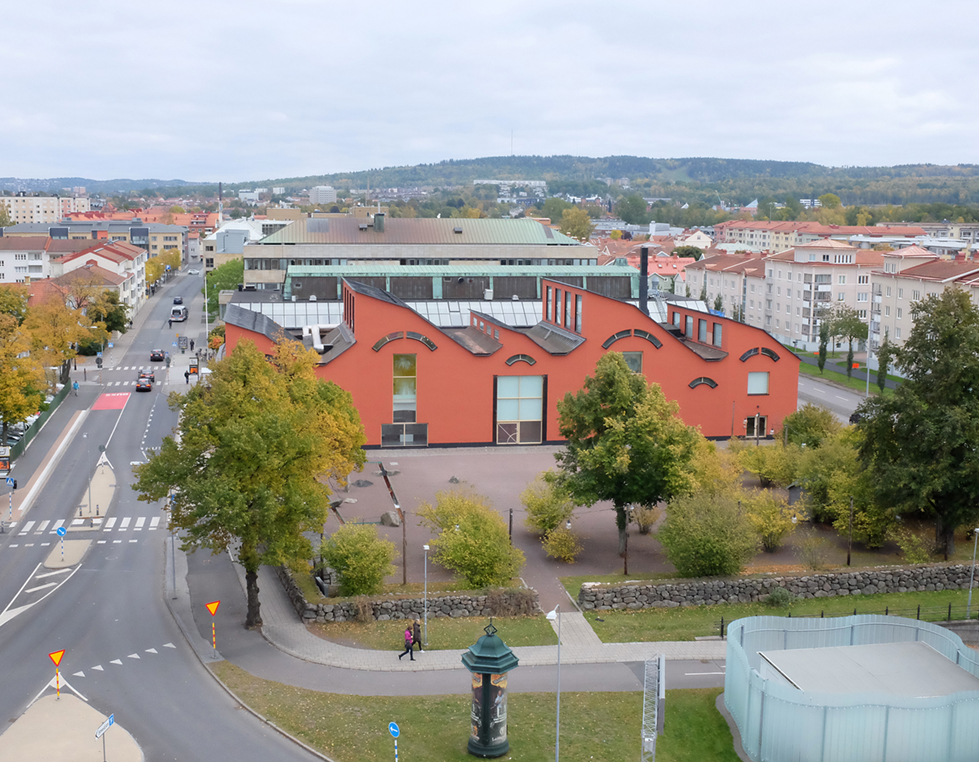
Museiparken på tidigare Fisktorgets plats

Fisktorget var ett torg på Öster i Jönköping.
Fisktorget låg vid nordöstra stranden av Munksjön. Vid stadens grundläggning i början av 1600-talet var platsen en bukt av Munksjön, där stranden gick nära nuvarande Hovrättstorget. Under århundraden gjordes utfyllningar söder om Smedjegatan. Vid Munksjöns norra strand anlades på 1890-talet, efter utfyllnader Södra Strandgatan mellan dåvarande Grönsakstorget och Hovrättsgränd. Där anlades också stenkajer för en utvidgning av Inre hamnen i Jönköpings hamn. Fisktorget vid sjöns nordöstra hörn hamnade då i östra ändan av Södra Strandgatan, och kaj anlades också där. 
Vid norra sidan av Fisktorget, i nuvarande Slottsgatan, gick från 1620-talet en kanal, vilken via nuvarande Museigatan och Kanalgatan ledde till hamnbassängen Breda hamnen, nuvarande Östra torget. Kanalen lades igen 1927.
Från slutet av 1950-talet gjordes omfattande utfyllningar av nordöstra delen av Munksjön för en ny strandgata som genomfartsgata till Väster och nya tomtområden.
I början av 1990-talet anlades omvandlades Fisktorget till  Museitorget, i samband med att Jönköpings läns museum tillbyggdes västerut med en byggnad, ritad av Carl Nyrén. Parken ritades av Carl Nyrén och Bengt Isling och har anlagts framför Jönköpings läns museum.
Vid Fisktorget, där nu Länsmuseets tillbyggnad ligger, byggdes på 1800-talet Frickska ridhuset. Det köptes av Frälsningsarmén 1897, som hade gudstjänster och söndagsskola där till 1958. Det revs senare för att ge plats för Jönköpings läns museum tillbyggnad.
Söder om Fisktorget drogs i början av 1900-talet Odengatan fram genom oreglerad bebyggelse i Tyska madens södra del.